# Eupsilia rufescens
Eupsilia rufescens är en fjärilsart som beskrevs av Tutt 1892. Eupsilia rufescens ingår i släktet Eupsilia och familjen nattflyn. Inga underarter finns listade i Catalogue of Life.